# Демьянов, Иван Никитович
Иван Никитович Демьянов (18.09.1923, Красноярский край — 1989) — советский военнослужащий, участник Великой Отечественной войны, полный кавалер ордена Славы, лётчик 92-го гвардейского штурмового авиационного полка гвардии старшина — на момент последнего представления к награждению орденом Славы.

## Биография
Родился 18 сентября 1923 года в селе Ирбей, Ирбейского района Красноярского края. Окончил школу и в 1940 году 2 курса Канского политпросветучилища.
В августе 1940 года был призван в Красную Армию и направлен в летное училище. Курсантом встретил начало Великой Отечественной войны. В 1942 окончил Омскую авиационную школу военных пилотов.
На фронте — с декабря 1942 года. Воевал в составе 8-й воздушной армии, участвовал в Сталинградской битве, в боях на ростовском направлении. В октябре 1943 года пилота 10-го учебно-тренировочного полка 8-й воздушной армии сержант Демьянов осужден военным трибуналом к 10 годам лишения свободы.
Прошел штрафбат, боевой путь продолжил в пехоте, с марта 1944 года гвардии сержант Демьянов — разведчик 115-й отдельной разведывательной роты 117-й гвардейской стрелковой дивизии. Отличился в первых же боях в ходе Проскуровско-Черновицкой наступательной операции.
2 апреля 1944 года на подступах у городу Тернополь гвардии сержант Демьянов в составе разведгруппы участвовал в захвате контрольно пленного. Первым ворвался в траншеи противника, забросал их гранатами, тем самым обеспечил выполнение боевой задачи. Группа с захваченным «языком» вернулась в своё расположение. Был представлен к награждению медалью «За отвагу».
Приказом по частям 117-й гвардейской стрелковой дивизии от 14 апреля 1944 года гвардии сержант Демьянов Иван Никитович награждён орденом Славы 3-й степени.
В ночь на 9 июня 1944 года в районе населенного пункта Суховля гвардии сержант Демьянов во главе группы бойцов выполнял задачу по захвату контрольного пленного. Разведчики скрытно приблизились к позициям противника, Демьянов первым ворвался во вражеские траншеи, тем самым увлек за собой остальных бойцов. Лично захватил вражеского офицера, доставил его в своё расположения, в этом бою лично убил 3 противников.
Приказом по войскам 13- армии от 3 июля 1944 года гвардии сержант Демьянов Иван Никитович награждён орденом Славы 2-й степени.
В одном из следующих боев был ранен, в свою часть не вернулся и орден остался не врученным. Вернулся в авиацию. С октября 1944 года воевал в составе 92-го гвардейского штурмового авиационного полка. В составе полка пошел до конца войны, участвовал в боях на территории Венгрии и Чехословакии..
К середине января 1945 года гвардии сержант Демьянов совершил пятьдесят боевых вылетов на самолете Ил-2. Только в завершающих боях по разгрому Будапештской группировки врага, в 28 декабря 1944 по 16 января 1945 года в группе гвардии старшего лейтенанта Рябова двадцать раз поднимался в воздух. К этому времени как боевой летчик заслужил ещё два ордена — Красного Знамени и Отечественной войны 2-й степени.
К началу апреля 1945 года гвардии старшина Демьянов совершил семьдесят успешных боевых вылетов, из них двадцать с января 1945 года. В результате последних боевых вылетов им было уничтожено шесть танков, восемнадцать автомашин, пятнадцать повозок с военными грузами, семь железнодорожных вагонов и несколько десятков вражеских солдат. 30 марта за отличную штурмовку командир штурмового корпуса генерал-майор Каманин объявил благодарность. Командиром полка был представлен к награждению орденом Славы 2-й степени.
До мая 1945 года в боях за освобождение Чехословакии, городов Нитра, Братислава, Брно совершил ещё двадцать два вылета. Награждён орденом Отечественной войны 1-й степени. Последний раз поднялся во фронтовое небо 5 мая 1945 года. К дню Победы на его счету было девяносто два успешных боевых вылетов. Уже в мирные дни был подписан ещё один приказ о награждении боевым орденом.
Приказом по войскам 5-й воздушной армии от 13 июня 1945 года гвардии старшина Демьянов Иван Никитович награждён орденом Славы 2-й степени повторно.
В марте 1948 года был демобилизован. Вернулся на родину.
Жил в селе Туруханск. Работал заместителем председателя Туруханского райисполкома.
Указом Президиума Верховного Совета СССР от 20 декабря 1951 года приказ от награждении орденом Славы 2-й степени от 13 июня 1945 года был отменен и Демьянов Иван Никитович награждён орденом Славы 1-й степени. Стал полным кавалером ордена Славы.
В 1960 году окончил Красноярский финансовый техникум, переехал Красноярск. Скончался в 1989 году. Похоронен на Бадалыкском кладбище города Красноярска.
Награждён орденом Красного Знамени, двумя орденами Отечественной войны 1-й степени, орденами Отечественной войны 2-й степени , Славы 1-й, 2-й и 3-й степеней, медалями.